# Iglesia del Inmaculado Corazón de María (Barcelona)
La iglesia del Inmaculado Corazón de María es un santuario y templo construido por los claretianos entre 1904 y 1913 en la calle Antonio María Claret de Barcelona. La construcción combina elementos de estilo neobizantino, neorrománico y mudéjar. Es una obra incluida en el Inventario del Patrimonio Arquitectónico de Cataluña .

## Descripción

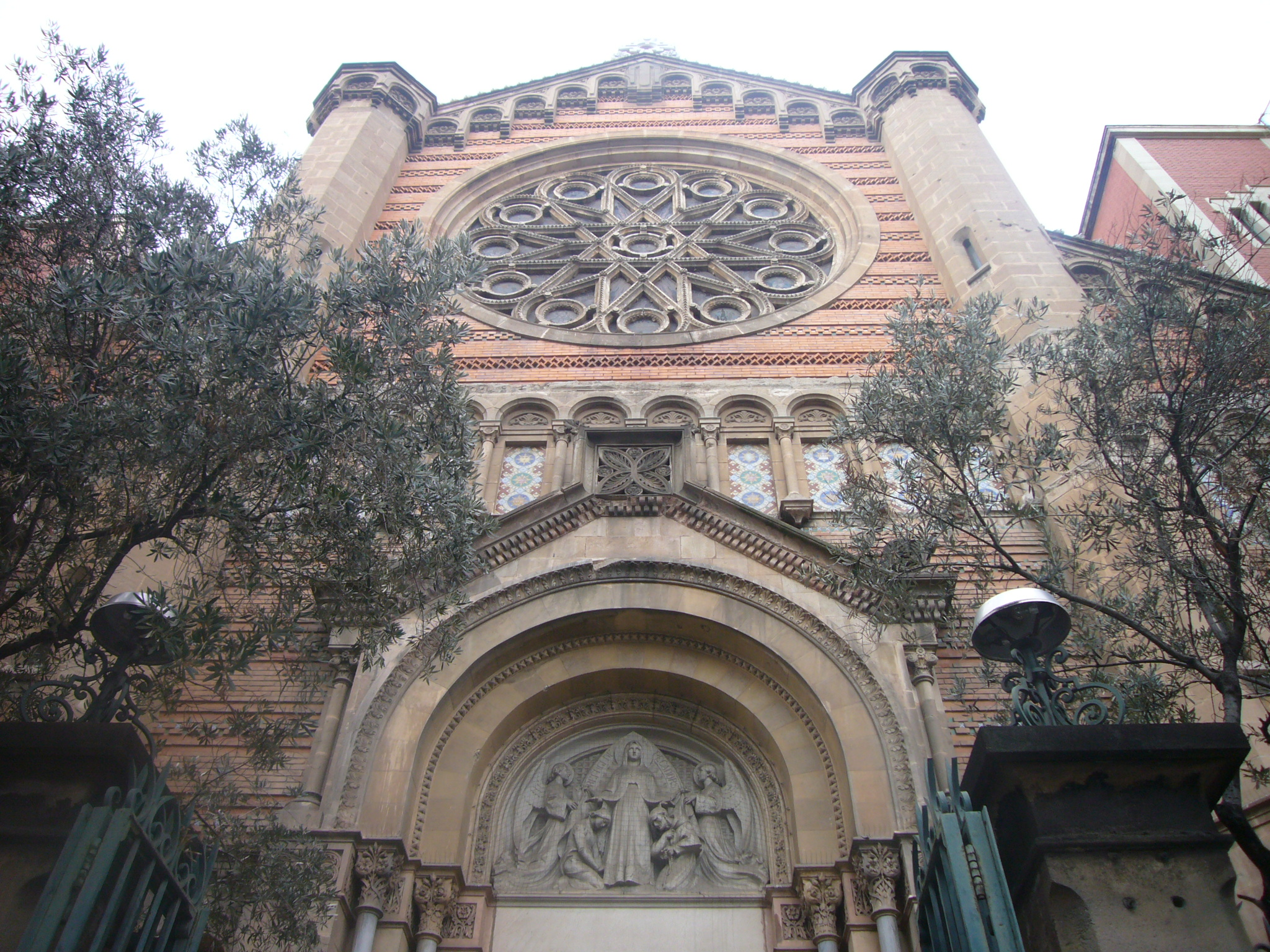
La fachada del templo.

Iglesia construida entre 1904 y 1913 por el orden de los Misioneros Hijos del Inmaculado Corazón de María, junto al Colegio Claret, dirigido por ellos. El promotor de la construcción fue el claretiano Juan Melé que encargó la construcción al arquitecto Joan Martorell.
La iglesia, de planta basilical, tiene un transepto con una cúpula en el crucero sobre pechina y tambor, y un ábside con vidrieras, pinturas y mosaicos en la bóveda. Tiene una capilla dedicada a uno de los fundadores de los claretianos y otra dedicada al Santo Cristo. Una imagen del Corazón de María del escultor Claudio Rius preside la iglesia.
La fachada principal está dividida en tres ejes separados por unas torres de base octogonal de piedra bien escuadrada. A media altura hay un friso de ventanas ciegas y, encima, un rosetón calado. Como coronamiento tiene una cornisa crestada con una cruz en el centro y un friso de ventanas ciegas de arco de medio punto por debajo.
La iglesia sufrió algunas modificaciones posteriores como fueron la construcción de la cúpula, por parte de Juan Bergós en 1941, y del campanario de planta rectangular, muy distinto al resto de la iglesia, con las paredes revocadas y pintadas de blanco.

## Historia

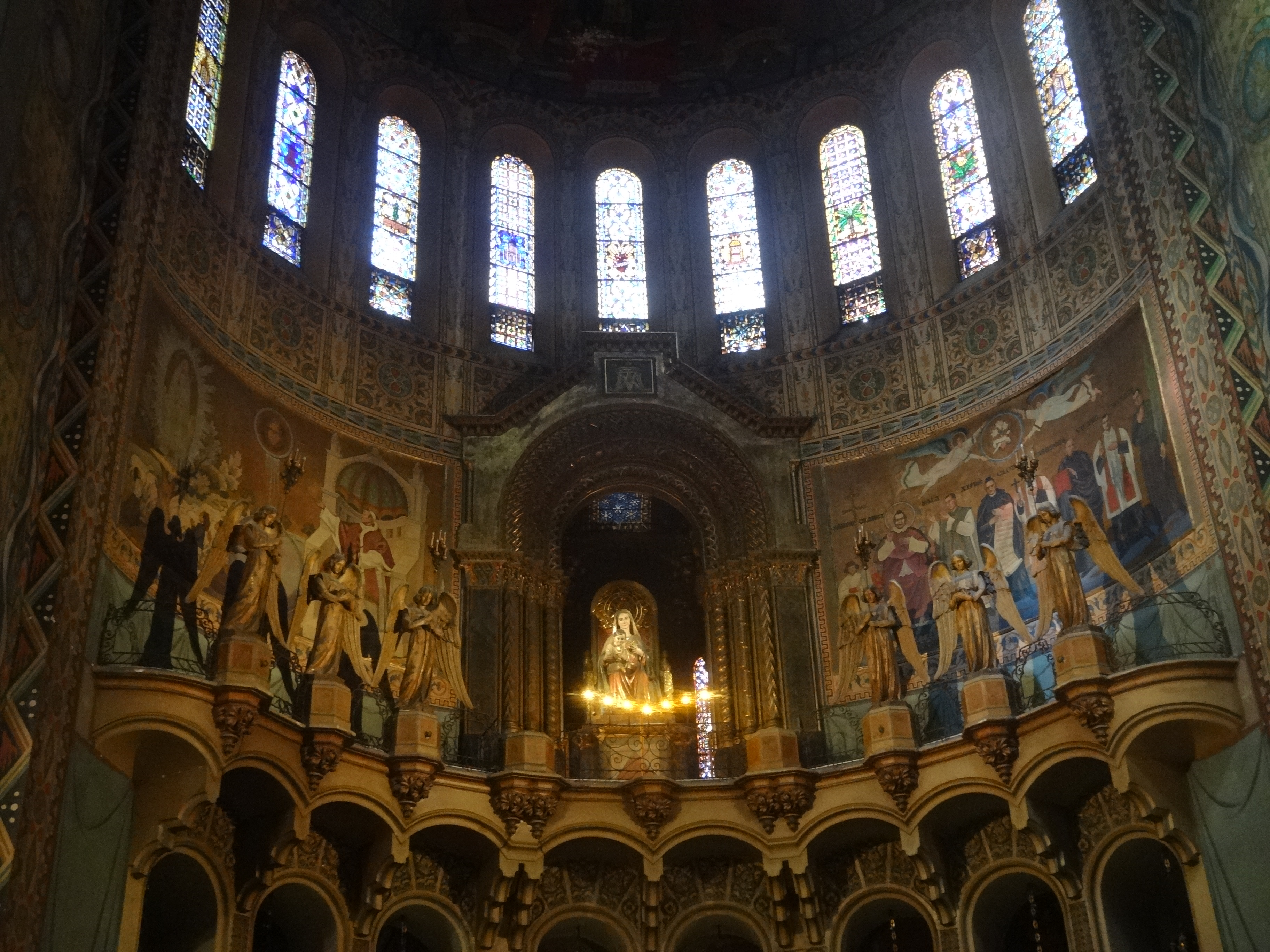
Interior de la iglesia.

La primera piedra fue colocada el 7 de abril de 1904, coincidiendo con el 50 aniversario del establecimiento del dogma de la Inmaculada Concepción de María. El promotor fue el claretiano Juan Melé y la construcción fue encargada al arquitecto Joan Martorell, quien murió en 1906 antes de poder ver finalizada la obra, pasando el relevo a su resobrino Bernardino Martorell. Durante la Semana Trágica de 1909 la iglesia fue quemada cuando todavía no había sido completada. La construcción continuó y el templo fue inaugurado en 1913, sirviendo como capilla de los claretianos, que residían junto al edificio y tenían el Colegio Claret adyacente.
En 1936 el templo sufrió daños a causa de la Guerra Civil Española, y fue usado como taller de reparación de vehículos y almacén. En la actualidad todavía se pueden ver en la fachada los daños causados por un cañonazo y disparos de bala, que como vestigio histórico no se han querido restaurar. Tras la guerra, la iglesia se reconstruyó y en 1940 fue consagrada.
En 1972 el santuario pasó a ser parroquia, perteneciente al arciprestazgo de la Sagrada Familia.
Los restos de Jaime Clotet Fabrés (1822-1898), cofundador de los claretianos, fueron trasladados en 1960 desde el cementerio de Pueblonuevo hacia este templo, coincidiendo con los actos conmemorativos del centenario de esta orden religiosa. 